# The Bay
The Bay è un film del 2012 diretto da Barry Levinson.
Il film segna il ritorno alla regia cinematografica di Levinson dopo 4 anni dall'ultimo film Disastro a Hollywood, a cui sono seguiti un documentario ed il film Tv You Don't Know Jack - Il dottor morte.

## Trama
Il nucleo centrale della storia si svolge tra il 4 ed il 5 luglio del 2009 nella cittadina di Claridge, nel Maryland, durante i festeggiamenti per il Giorno dell'Indipendenza ai quali sta assistendo anche la giovane Donna Thompson, studentessa di giornalismo al suo primo incarico come reporter.
Le celebrazioni vengono bruscamente interrotte dallo scoppio di una misteriosa epidemia, che si presenta sotto forma di grosse e dolorose vesciche in tutto il corpo e che in breve tempo si propaga a macchia d'olio a buona parte degli abitanti. Il medico dell'ospedale locale, incapace di comprendere la natura della malattia, contatta il centro malattie infettive, che tuttavia come le autorità locali si trova nell'impossibilità di capire l'origine del fenomeno. Solo più avanti si scopre che il responsabile del contagio non è un batterio o un agente virale, ma un parassita, il Cymothoa exigua. Nell'entroterra cittadino si trova una fiorente industria del pollame, i cui proprietari tempo addietro avevano iniziato a nutrire gli animali con mangimi a base di sostanze sintetiche atte a velocizzarne la crescita; tali sostanze sono state poi espulse attraverso le feci, che, scaricate nel vicino fiume hanno raggiunto la baia, mescolandosi con altre scorie inquinanti e producendo una mutazione incontrollata nei Cymothoa exigua, rendendoli molto più grossi, aggressivi e pericolosi. Il parassita inizia quindi ad attaccare tutti i pesci dalla baia, per poi infiltrarsi attraverso l'impianto di depurazione e le falle nel sistema idrico di Claridge fino a contagiare anche gli abitanti.
Quello che è peggio, è che le nuove larve nascono con la possibilità di raggiungere lo stadio adulto in tempi sempre minori: in altre parole, più recentemente si viene contagiati più velocemente il parassita ingerito si sviluppa. Alcuni mesi prima due ricercatori oceanografici avevano scoperto la potenziale minaccia, ma erano stati uccisi dalla colonia di parassiti in mezzo alla quale si erano incautamente immersi e la loro morte, al rinvenimento dei corpi, era stata velocemente liquidata come l'attacco di uno squalo leuca.
In breve tempo il parassita contagia quasi tutti gli abitanti di Claridge, i quali sperimentano dolori strazianti dovuti all'evoluzione delle larve, che si sviluppano mangiandoli letteralmente dall'interno. Le vesciche, all'inizio considerate erroneamente come un sintomo, in realtà costituiscono solo la fase terminale del contagio, quando il parassita ormai adulto cerca di uscire all'esterno. In alcuni casi, poco prima di morire, alcuni di loro sono preda di allucinazioni e follia paranoica dovuta al danno subito ad opera dei parassiti al cervello e al sistema nervoso, altri invece, resi folli dal dolore, arrivano ad uccidersi o ad implorare di essere uccisi.
Quando finalmente le autorità comprendono la gravità della minaccia decidono di isolare la cittadina, condannando a morte in questo modo anche molti degli abitanti scampati al contagio iniziale. I pochi sopravvissuti saranno tratti in salvo dall'arrivo della Guardia Nazionale la mattina dopo, che distrugge i parassiti inondando la baia di cloro e requisisce tutte le prove per impedire che la verità venga alla luce.
Parte di queste prove, però, riescono ad eludere la censura e a venire diffuse illegalmente attraverso il web.

## Produzione
Il film viene girato tra gli Stati della Carolina del Sud (tra le città spicca Georgetown) e Carolina del Nord.
Il budget del film è stato di circa 2 milioni di dollari.

## Distribuzione
Il primo trailer viene pubblicato online il 5 settembre 2012.
La pellicola è stata presentata il 13 settembre 2012 al Toronto International Film Festival, e successivamente distribuita nelle sale cinematografiche statunitensi dal 2 novembre, mentre dal 6 giugno in Italia.

### Divieti
In America il film è stato vietato R cioè vietato a minori di 17 anni senza un genitore e in Italia il film è stato vietato ai minori di 14 anni.

## Accoglienza

### Critica
Sull'aggregatore Rotten Tomatoes il film riceve il 76% delle recensioni professionali positive con un voto medio di 6,5 su 10 basato su 87 critiche, mentre su Metacritic ottiene un punteggio di 65 su 100 basato su 20 critiche.

### Incassi
Il film ha incassato 1,6 milioni di dollari in tutto il mondo.

## Riconoscimenti
- 2012 - Toronto International Film Festival
  - Secondo classificato per il film preferito dal pubblico per la Sezione Midnight Madness[8]